# جامعة تكساس إيه أند إم في قطر

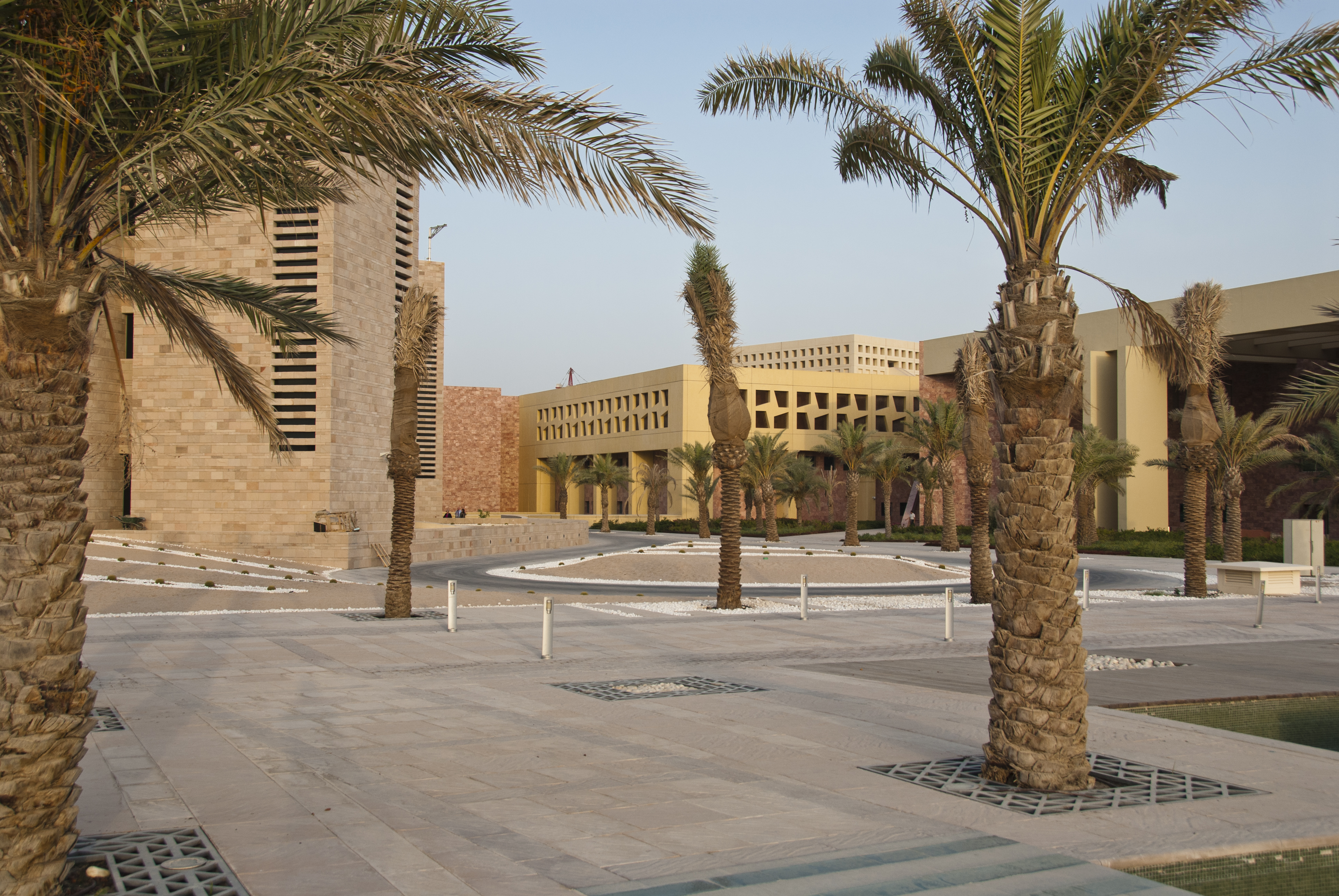
جامعة تكساس أي أند إم

جامعة تكساس أي اند إم قطر فرع من جامعة تكساس أي اند إم الأمريكية المختصه في هندسة البترول والغاز تم افتتاح فرع تكساس أي اند إم قطر سنة 2003 ميلادية في المدينة التعليمية في الدوحة وذلك بدعوة من مؤسسة قطر للعلوم وتنمية المجتمع.
 التوجيه الجامعي - جامعة تكساس A&M في قطر

## اهداف الجامعة
تقدم الجامعة إمكانية دراسة هندسة البترول والغاز للطلاب القطرين في دولة قطر وأبناء الجاليات التي تعيش في قطر وأبناء العرب الذين يذهبون للدراسة في قطر.

## وصلات خارجية
- موقع الجامعة ـ قطر
- موقع الجامعة ـ الولايات المتحدة